# Portrait équestre de Francisco de Moncada
Le portrait équestre de Francisco de Moncada est un portrait équestre réalisé par Antoine van Dyck en 1634, représentant Francisco de Moncada, qui fut pendant un an gouverneur des Pays-Bas espagnols.

## Réalisation
Le peintre flamand van Dyck était de retour en Flandre après un séjour à Londres quand il a reçu une commande simultanée pour deux portraits, en 1634. La première, le présent portrait équestre, est conservée au Musée du Louvre à Paris depuis 1798 provenant du palais Braschi de Rome. Le second est le portrait de Francisco de Moncada, qui se trouve au musée d'histoire de l'art de Vienne de Vienne.

## Influences
Van Dyck a probablement copié la pose d'un dessin de cavalier vu de face par Pierre Paul Rubens. Ce portrait équestre de Francisco de Moncada a vraisemblablement été lui-même copié par Charles Coypel.

## Parcours du tableau
C'est l'un des plus célèbres portraits réalisés par van Dyck. Il entre au Louvre en 1798.

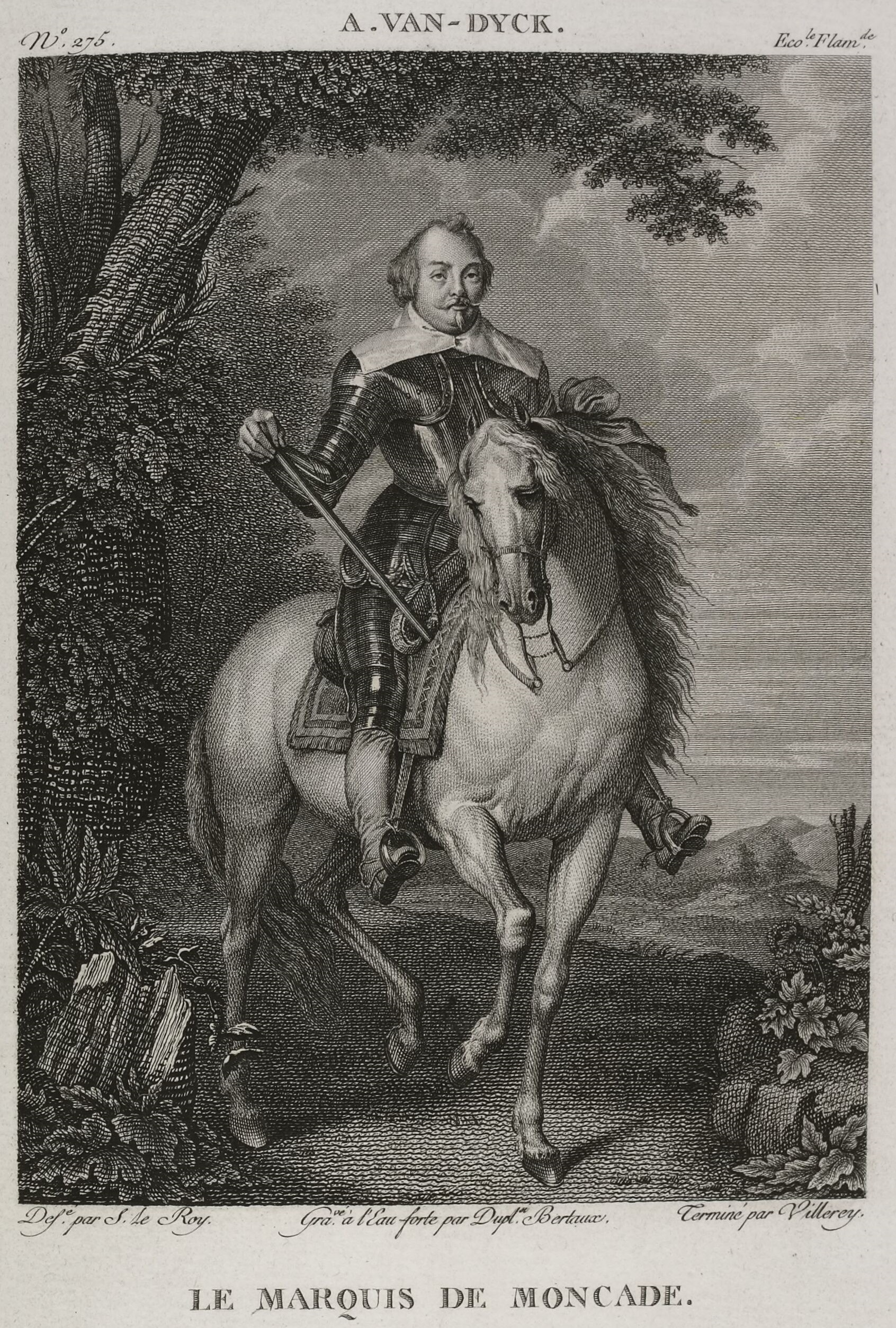
Le Marquis de Moncade, gravure de Denis-Sébastien Leroy, Antoine-Claude-François Villerey et Jean Duplessis-Bertaux, vers 1802-1815.